# الطاعون الانسوادي

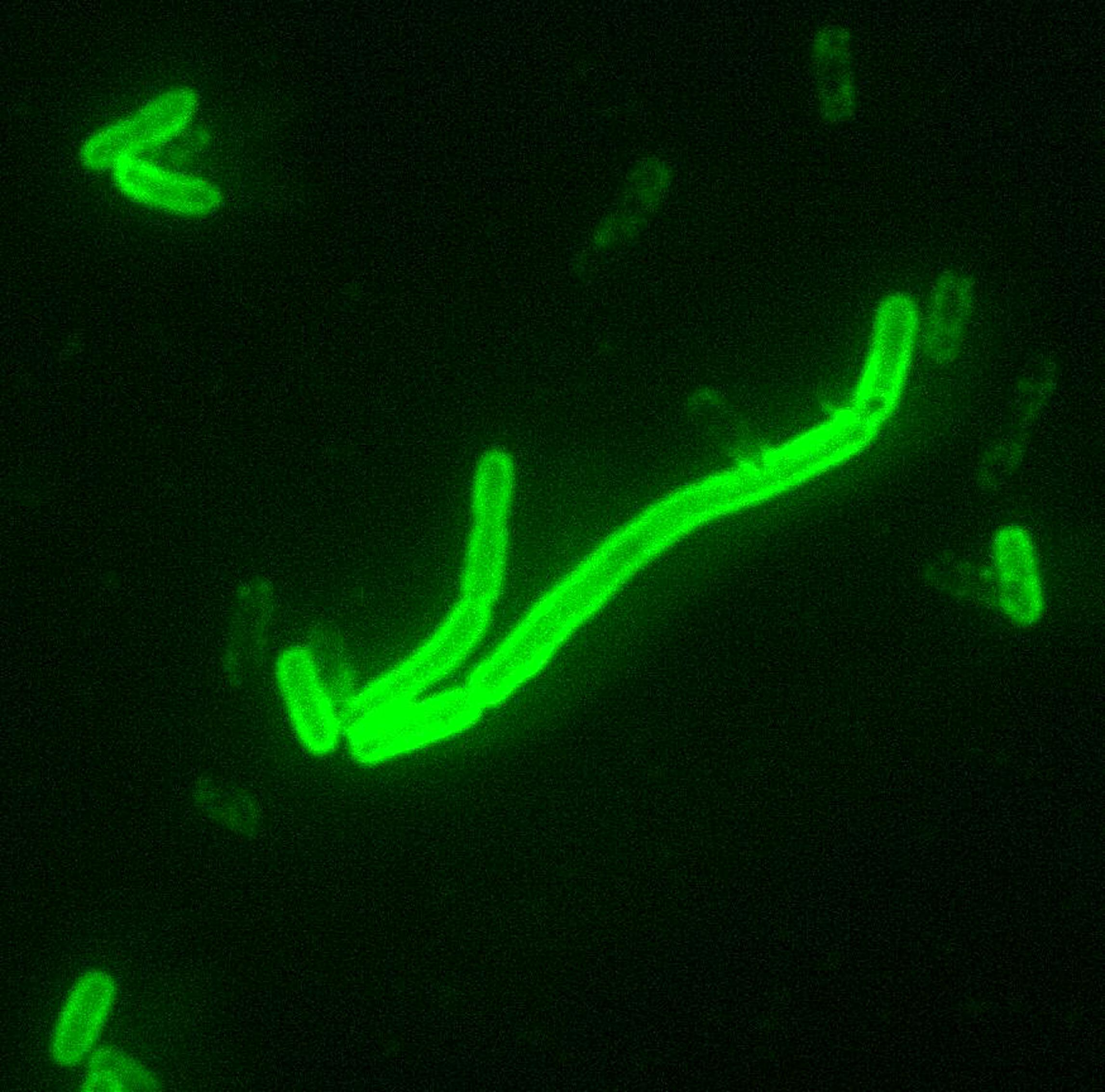

## الطاعون الانسوادي[1]
إن الطاعون مرض تسببه بكتيريا حيوانية المنشأ تدعى اليرسنية الطاعونية وتوجد عادة لدى صغار الثدييات والبراغيث المعتمدة عليها.
تظهر غالباً على الأشخاص المصابين بعدوى اليرسنية الطاعونية أعراض المرض بعد فترة حضانة تتراوح بين يوم واحد وسبعة أيام. فيما يلي الشكلان الرئيسيان من عدوى الطاعون: الطاعون الدبلي والطاعون الرئوي، والطاعون الدبلي هو الشكل الأكثر شيوعاً من العدوى، ومن أعراضه التورم المؤلم للعقد اللمفية أو «الأدبال». يُنقل الطاعون بين الحيوانات وإلى الإنسان عن طريق لدغة البراغيث المصابة بعدوى المرض، وبالملامسة المباشرة للأنسجة الملوثة بعدواه، وباستنشاق الرذاذ المنبعث من الجهاز التنفسي الحامل لعدواه. يمكن أن يكون الطاعون مرضاً وخيماً جداً لدى الإنسان إذ يتراوح معدل إماتة شكله الدبلي بين 30 و60٪، ويكون مميتاً على الدوام في شكله الرئوي عند تركه من دون علاج. العلاج بالمضادات الحيوية فعال ضد بكتيريا الطاعون، لذا يمكن إنقاذ الأرواح منه بفضل التشخيص والعلاج المبكرين. جمهورية الكونغو الديمقراطية ومدغشقر وبيرو هي البلدان الثلاثة الرئيسية الموطونة بالمرض في الوقت الحالي. إن الطاعون مرض معد تسببه بكتيريا حيوانية المنشأ تدعى اليرسنية الطاعونية وتوجد عادة لدى صغار الثدييات والبراغيث المعتمدة عليها. وينتقل هذا المرض بين الحيوانات عن طريق البراغيث المعتمدة عليها.

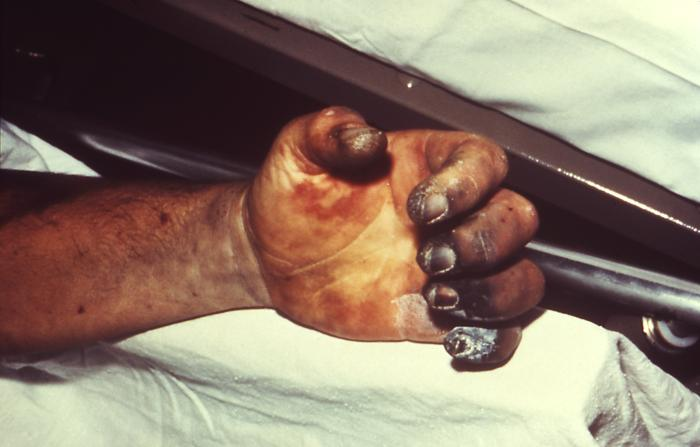

## طرق العدوى
لدغة البراغيث المصابة بعدوى المرض والناقلة له الملامسة غير المحمية لسوائل الجسم المعدية أو المواد الملوثة استنشاق الرذاذ المنبعث من الجهاز التنفسي/ الجزيئات الصغيرة المنبعثة من فم المريض المصاب بالطاعون الرئوي ويمكن أن يكون الطاعون مرضاً وخيماً جداً لدى الإنسان، ولا سيما عندما يتخذ شكل طاعون إنتان الدم (عدوى تصيب جهاز الدورة الدموية بسبب دوران بكتيريا المرض في مجرى الدم) والطاعون الرئوي الذي يتراوح معدل الإماتة في حالاته بين 30 و100٪ إن تُرِك من دون علاج. ويكون الطاعون في شكله الرئوي مميتاً على الدوام ما لم يُعالج في وقت مبكر ويكون معدياً بوجه خاص ويمكن أن يسبّب أوبئة وخيمة بانتقاله من شخص إلى آخر عن طريق الرذاذ المنتشر في الهواء.
وقد أُبلِغ في الفترة الواقعة بين عامي 2010 و2015 عن 3248 حالة إصابة بالمرض في العالم، منها 584 وفاة من جرائه.
وتسبّب الطاعون تاريخياً في اندلاع جوائح واسعة النطاق أسفرت عن ارتفاع معدلات الوفيات، وكان معروفاً باسم «الموت الأسود» خلال القرن الرابع عشر بعد أن حصد أرواح أكثر من 50 مليون شخص في أوروبا. أما اليوم فإن الطاعون مرض يسهل علاجه بواسطة المضادات الحيوية واتخاذ التحوطات القياسية للوقاية من الإصابة بعدواه.

## العلامات والأعراض
تظهر عادة على الأشخاص المصابين بعدوى الطاعون أعراض الإصابة بحمى حادة مصحوبة بأعراض أخرى غير محددة تصيب أجهزة الجسم عقب فترة حضانة تتر
اوح بين يوم واحد وسبعة أيام، مثل الإصابة بالحمى فجأة وبنوبات قشعريرة وآلام في الرأس والجسم وبالضعف والتقيؤ والغثيان.

## ويوجد 3 أشكال من عدوى الطاعون حسب طريقة العدوى، ألا وهي'
': الطاعون الدبلي.. وطاعون إنتان الدم..والطاعون الرئوي.
الطاعون الدبلي هو أكثر أشكال الطاعون شيوعاً وهو ينجم عن لدغة برغوث مصاب بعدوى المرض. وتخترق عصيات اليرسنية الطاعونية المسببة للطاعون الجسم بعد اللدغة وتنتقل عبر الجهاز اللمفي وتصل إلى أقرب عقدة لمفية وتبدأ بالتكاثر فيها. ومن ثم تلتهب العقدة اللمفية وتصبح متوترة ومؤلمة وتُسمى «الدبل». ويمكن أن تتحول العقد اللمفية الملتهبة في مراحل العدوى المتقدمة إلى تقرحات مليئة بالصديد. أما طاعون إنتان الدم فيظهر في حال انتشار العدوى بواسطة مجرى الدم عقب الإصابة بطاعون دبلي يُترك من دون علاج، أو إنه يظهر في إطار إبداء أولى أعراض الإصابة بعدوى اليرسنية الطاعونية، ويمكن أن يسبب النزيف ونخر الأنسجة (يحوّل لونها إلى الأسود) والإصابة بالصدمة. الطاعون الرئوي أو الطاعون الذي يصيب الرئتين هو أشدّ أشكال الطاعون فتكاً وهو شكل نادر من المرض، ويمكن ألا تزيد فترة حضانته على 24 ساعة. وينجم هذا الطاعون في العادة عن انتشار الطاعون الدبلي بمرحلة متقدمة في الرئتين، علماً بأن أي شخص مصاب بالطاعون الرئوي قد ينقل عدوى المرض إلى الآخرين بواسطة الرذاذ المتطاير من فمه. ويمكن أن يقتل الطاعون الرئوي الشخص المصاب بعدواه إذا تُرِك من دون علاج ولم يُشخّص ويُعالج في مرحلة مبكرة. أين يُوجد الطاعون؟ يُوجد الطاعون بوصفه مرضاً حيواني المنشأ في جميع القارات باستثناء أوقيانوسيا، ويحيق بالإنسان خطر الإصابة به حيثما وُجِدت بؤر الطاعون الطبيعية (البكتيريا والمستودعات الحيوانية والنواقل) وتعايشت فئات السكان البشرية.
توزيع بؤر الطاعون الطبيعية في العالم لغاية آذار/ مارس 2016 ملف pdf, 48kb pdf, 48kb وقد ظهرت أوبئة الطاعون في أفريقيا وآسيا وأمريكا الجنوبية، غير أن معظم حالاته البشرية حدثت في أفريقيا منذ التسعينات. وجمهورية الكونغو الديمقراطية ومدغشقر وبيرو هي البلدان الثلاثة الرئيسية الموطونة بالمرض، بالتلازم مع الإبلاغ في مدغشقر عن حالات الطاعون الدبلي كل عام تقريباً أثناء موسم اندلاع الوباء (بالفترة الواقعة بين أيلول/ سبتمبر ونيسان/ أبريل).
تشخيص الطاعون يتطلب تأكيد الإصابة بالطاعون إجراء فحص مختبري، ومن أفضل الممارسات المتبعة في هذا المضمار تحديد اليرسنية الطاعونية في عينة صديد مأخوذة من الدبل أو الدم أو البلغم. ويمكن الكشف عن مستضد محدد لهذه اليرسنية باستخدام تقنيات مختلفة، من بينها اختبار الغميسة السريع المُتثبت من صلاحيته ميدانياً المُستخدم الآن على نطاق واسع في أفريقيا وأمريكا الجنوبية بدعم من المنظمة.

## العلاج
يمكن أن يسبب الطاعون غير المعالج الموت بسرعة مما يجعل الإبكار في تشخيصه وعلاجه أمرين أساسيين للبقاء على قيد الحياة والحد من المضاعفات. وتكون المضادات الحيوية والعلاجات الداعمة ناجعة في حال تشخيص المرضى في الوقت المناسب. ويمكن أن يقضي الطاعون الرئوي على المريض في غضون فترة تتراوح بين 18 و24 ساعة من بداية ظهور المرض إذا ما تُرِك من دون علاج، ولكن المضادات الحيوية الشائعة للبكتيريا المعوية (عصيات البكتيريا السلبية لصبغة غرام) يمكن أن تعالج المرض بفعالية إذا ما أُعطِيت في وقت مبكر.

## الوقاية
تشمل التدابير الوقائية إخطار الناس في حال وجود الطاعون الحيواني المنشأ في بيئتهم وتوصيتهم باتخاذ التحوطات اللازمة ضد لدغات البراغيث وعدم مناولة جثث الحيوانات. وينبغي عموماً إسداء النصح إلى الناس بتجنب الملامسة المباشرة لسوائل وأنسجة الجسم المُصابة بعدوى المرض، كما ينبغي تطبيق التحوطات القياسية عند مناولة المرضى الذين يُحتمل أنهم مصابون بالعدوى وعند أخذ العينات.

## التطعيم
لا توصي المنظمة بالتطعيم إلا للفئات المعرضة بشكل كبير لخطر الإصابة بالعدوى (مثل موظفي المختبرات المعرضين باستمرار لخطر التلوث، وعاملي الرعاية الصحية).
التصدي لفاشيات الطاعون البحث عن مصدر العدوى ووقفه: تحديد مصدر العدوى الأكثر احتمالاً في مكان تعرض الحالة (الحالات) البشرية من خلال البحث عادة عن أماكن تجمّع أعداد كبيرة من صغار الحيوانات النافقة. واتخاذ ما يلزم من إجراءات الوقاية من العدوى ومكافحتها، وإجراءات مكافحة نواقل المرض والقوارض. ويتعيّن تلافي قتل القوارض قبل أن تتسبب نواقل المرض في قفز البراغيث إلى مضيف جديد. حماية العاملين الصحيين: اطلاع العاملين الصحيين وتدريبهم على الوقاية من العدوى ومكافحتها. ويجب على العاملين الذين يخالطون مباشرة المرضى المصابين بالطاعون الرئوي أن يرتدوا معدات الوقاية الشخصية، وأن يُعطوا مضادات حيوية تزوّدهم بعلاج كيميائي لوقايتهم منه لمدة سبعة أيام أو طوال فترة تعرضهم للمرضى المصابين بعدواه على الأقل. ضمان توفير العلاج الصحيح: التحقق من حصول المرضى على العلاج الملائم بالمضادات الحيوية ومن توفر الإمدادات الكافية بالمضادات الحيوية على المستوى المحلي. عزل المرضى المصابين بالطاعون الرئوي. . ينبغي عزل المرضى تجنباً لإصابة الآخرين بالعدوى عن طريق الرذاذ المنتشر في الهواء، الذي يمكن تقليل انتشاره بواسطة إعطاء الأقنعة الواقية للمرضى المصابين بالطاعون الرئوي. الترصد: تحديد المخالطين الحميمين للمرضى المصابين بالطاعون الرئوي ورصد مخالطيهم هؤلاء وتزويدهم بعلاج كيميائي لوقايتهم، وهو علاج ينبغي أن يُعطى أيضاً لأفراد أسر المرضى المصابين بالطاعون الدبلي. الحصول على العينات التي ينبغي توخي الحيطة والحذر في أخذها باتباع إجراءات مناسبة في ميدان الوقاية من عدوى المرض ومكافحتها، وإرسال تلك العينات إلى المختبرات لفحصها. التطهير. يُنصح بغسل اليدين روتينياً بالماء والصابون أو باستخدام الكحول لفركها. ويمكن تطهير المناطق الأكبر باستخدام نسبة قدرها 10٪ من مبيض الملابس المنزلي المُخفّف (المُحضّر يومياً بشكل طازج). ضمان اتباع ممارسات دفن آمنة. ينبغي ألا يُشجع على رش منطقة الوجه/ الصدر لدى من يُشتبه في وفاتهم من جراء الطاعون الرئوي، بل ينبغي أن تُغطّى المنطقة بقطعة قماش مُغطّسة في مادة مطهرة أو أن تُغطّى بمادة ماصة. الترصد والمكافحة تقتضي أنشطة الترصد والمكافحة تقصي أنواع الحيوانات والبراغيث المعنية في دورة الطاعون بالمنطقة ووضع برامج لإدارة البيئة من أجل فهم الأمراض الحيوانية المنشأ المعنية بهذه الدورة والحد من انتشارها. وقد نجح الترصد النشط والطويل الأمد للبؤر الحيوانية والمقترن بالاستجابة السريعة إبان اندلاع الفاشيات الحيوانية في تقليل أعداد المُندلع من فاشيات الطاعون البشري.
وسعياً إلى التصدي لفاشيات الطاعون بفعالية وكفاءة، فإن من الضروري إعداد قوة عاملة معنية بالرعاية الصحية (ومجتمعات محلية) مستنيرة ومتيقظة للإسراع في تشخيص المرضى المصابين بالعدوى وتدبير حالاتهم علاجياً، وتحديد عوامل الخطر، وإجراء ترصد مستمر، ومكافحة نواقل المرض والأوساط المضيفة له، وتأكيد تشخيص الحالات بالفحوص المخبرية، وإبلاغ السلطات المختصة بنتائجها.
استجابة المنظمة تصبو المنظمة إلى بلوغ هدف مؤداه الوقاية من فاشيات الطاعون عن طريق صون أنشطة ترصد الفاشيات ودعم البلدان المعرضة لخطرها في مجال التأهب لمواجهتها. ونظراً إلى أن نوع المستودع الحيواني للمرض يختلف باختلاف المنطقة ويؤثر على معدلات خطر انتقال المرض إلى الإنسان وظروف انتقاله إليه، فقد وضعت المنظمة مبادئ توجيهية محددة لكلّ من شبه القارة الهندية وأمريكا الجنوبية وأفريقيا جنوب الصحراء الكبرى.
وتعمل المنظمة مع وزارات الصحة لدعم البلدان التي تندلع فيها فاشيات المرض على الاضطلاع بأنشطة مكافحتها ميدانياً. https://www.mayoclinic.org/ar/diseases-conditions/plague/symptoms-causes/syc-20351291